# Tabor cygański

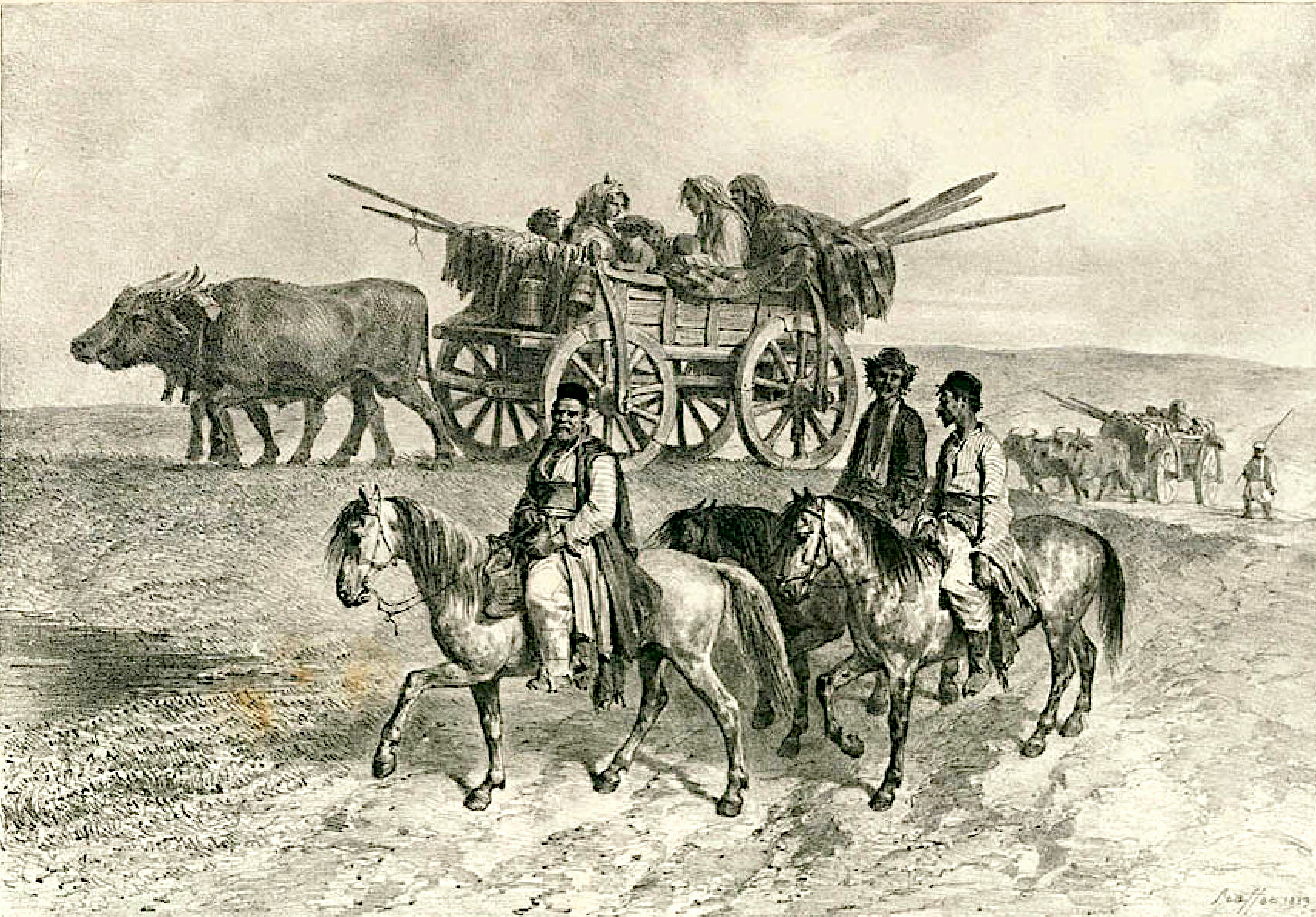
Wędrująca rodzina cygańska

Flaga Romów, nawiązująca do koczowniczego stylu ich życia

Tabor cygański – grupa Romów (Cyganów), żyjących wspólnie w wozach mieszkalnych, wspólnie wędrujących od czasu do czasu z miejsca na miejsce. W skład taboru wchodzi kilka lub więcej rodzin; koczują w sąsiedztwie miast i wsi.
Przez stulecia istnienia mniejszości cygańskiej w Europie w różnych krajach wydawano bądź to zakazy obozowania, bądź zakazy osiedlania się Cyganów, bądź wreszcie nakazy osiedlania się. 
W Polsce od 1964 władze nasiliły działania mające na celu zniechęcenie Romów do prowadzenia koczowniczego trybu życia poprzez ostre egzekwowanie wobec nich ogólnie obowiązujących przepisów, głównie meldunkowych, sanitarnych, drogowych, dotyczących obowiązku szkolnego oraz zgromadzeń publicznych. W rezultacie liczba rodzin koczujących spadła z 1146 w 1964 do nieco ponad 200 w 1970. W 1976 wędrowało już tylko kilka taborów.
Zakazy poruszania się taborów wprowadzone zostały w tamtym okresie w innych krajach komunistycznych, toteż dziś taborów cygańskich się tu nie spotyka.